# Nick Perri
Pour les articles homonymes, voir Perri.
Nick Perri, né le 15 mai 1984 à Philadelphie en Pennsylvanie,  est un musicien américain. Il est l'ancien guitariste des groupes et artistes Shinedown, Perry Farrell, Silvertide et Matt Sorum. En 2010 avec le chanteur Walt Lafty du groupe Silvertide, Nick Perri annonce un nouveau projet Sinaï.

## Vie personnelle
Perri a passé les 11 dernières années[Lesquelles ?] à jouer sur les scènes du monde entier, et vit surtout entre Los Angeles et Philadelphie, selon les projets.
Le 18 décembre 2008, Brent Smith, a annoncé via le site Internet de Shinedown que Nick Perri allait quitter le groupe. Une vidéo a suivi sur le site officiel de Shinedown le lendemain, indiquant que la décision de Nick Perri était dû à plusieurs raisons personnelles et disculpant le groupe de tout blâme. 
Actuellement[Quand ?] basé à Philadelphie, il consacre tout son temps et d'énergie au lancement de son nouveau groupe, Sinaï.

## Discographie

### Albums
Silvertide
- American Excess (2003)
- Show and Tell (2004)

Satellite Party
- Ultra Payloaded (2007)

Shinedown
- The Sound of Madness (2008, Atlantic Records)

### Singles
| Année | Titre               | Position dans les charts | Album         |
| Année | Titre               | US Mainstream Rock       | Album         |
| ----- | ------------------- | ------------------------ | ------------- |
| 2004  | "Ain't Comin' Home" | 6                        | Show and Tell |
| 2004  | "California Rain"   | -                        | Show and Tell |
| 2005  | "Blue Jeans"        | 12                       | Show and Tell |
| 2005  | "Devil's Daughter"  | 18                       | Show and Tell |